# Elkton, Kentucky
Elkton är en ort i Todd County i delstaten Kentucky, USA. År 2010 hade orten 2 062 invånare. Den har enligt United States Census Bureau en area på 6,6 km², nästan allt är land. Elkton är administrativ huvudort i Todd County.

## Kända personer från Elkton
- Benjamin Bristow, politiker
- James Clark McReynolds, jurist
- Paul Rudolph, arkitekt